# Royal Anti-Slave Squadron

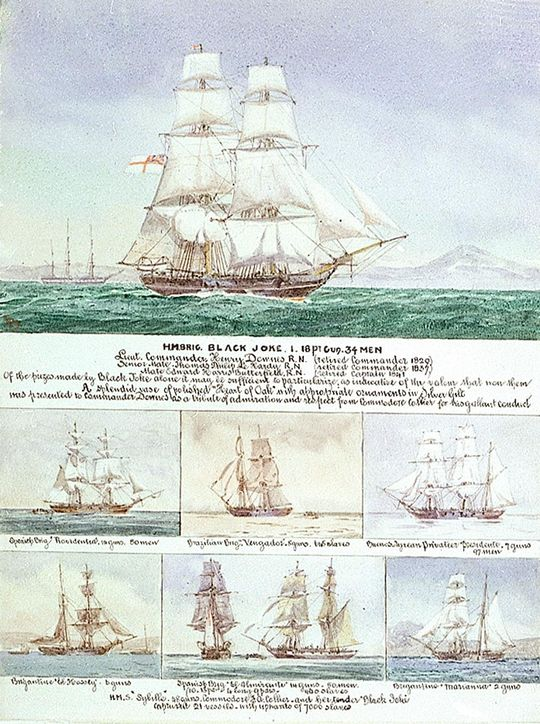
HMS Black Joke tillhörde West Africa Squadron.

Royal Anti-Slave Squadron eller West Africa Squadron var en enhet inom den brittiska flottan, med uppdraget att bekämpa slavhandeln längs Västafrikas kust. 
Den grundades 1808, efter att Storbritannien hade antagit Slave Trade Act of 1807 som förbjöd slavhandel, och var aktiv till 1867. 

## Uppdrag
Skvadronens huvudsakliga uppgift var att patrullera den västafrikanska kusten för att stoppa den Transatlantiska slavhandeln. Den bordade och stoppade slavskepp, och gjorde också räder till lands mot slavfort. 
Effektiviteten hos skvadronen har varit föremål för diskussion. Vissa betraktar den som en avgörande faktor i avskaffandet av slavhandeln, medan andra menar att den led av brist på resurser och omfattande korruption. För sjömännen i flottan ansågs stationeringen vara en av de värsta på grund av den höga risken för tropiska sjukdomar. Trots utmaningarna lyckades skvadronen beslagta ungefär 6 % av de transatlantiska slavskeppen och frigjorde omkring 150 000 afrikaner. Mellan 1830 och 1865 omkom nästan 1 600 sjömän under tjänstgöringen, huvudsakligen på grund av sjukdom.
Från 1819 var skvadronen en del av den brittisk-amerikanska Afrika-blockaden, sedan USA börjat samarbeta med Storbritannien. Vid 1800-talets mitt upphörde den transatlantiska slavhandeln. Skvadronen avvecklades 1867, och den afrikanska blockaden pågick fram till 1870.